# 카를 베르니케

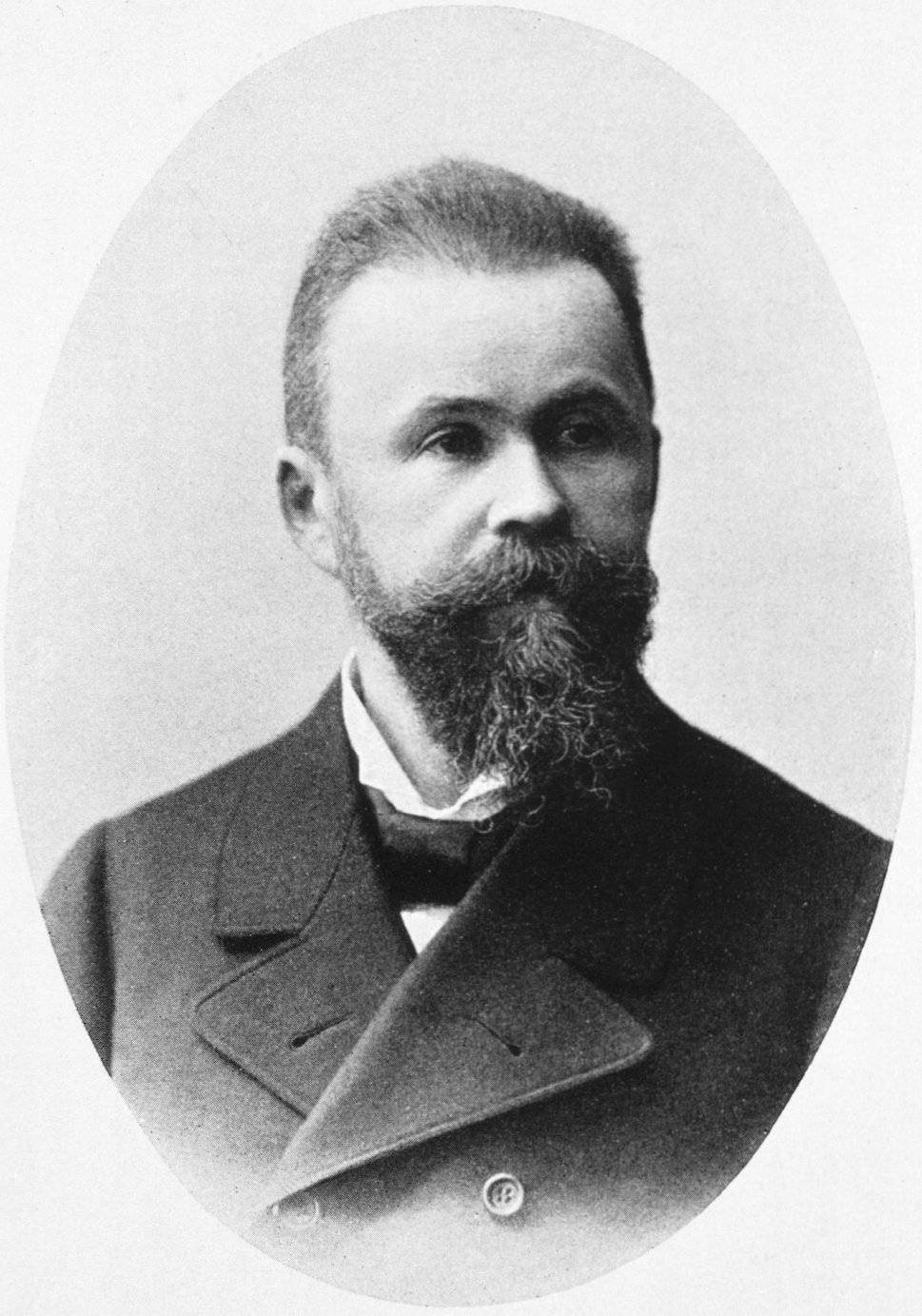

카를 베르니케(독일어: Carl Wernicke, 1848년 5월 15일 ~ 1905년 6월 15일)는 독일의 신경정신과 의사이자 해부학자이다. 다양한 실어증의 증상과 관련된 신경학적 원인을 밝히는 데 큰 기여를 하였다. 1874년에 자신의 연구결과를 발표하여 언어의 이해를 담당하는 중추가 별도로 존재한다는 사실을 알렸는데, 이 부분을 그의 이름을 빌려서 베르니케 영역이라 부르고 있다.  
그는 자신의 저서 《실어증의 복합증상: 해부학적 기초를 통한 심리학적 연구》를 통해서 전두엽에 있는 브로카 영역과는 다른 부위인 측두엽의 일정 부분이 손상되었을 때에는 브로카 실어증과는 구분되는 또 다른 형태의 언어장애가 발생한다는 사실을 보고했다. 베르니케 영역이 손상되었을 때에 나타나는 주요 증상은 유창하게 말을 할 수는 있지만 상대방의 말을 이해하지 못하는 형태의 언어장애가 나타나게 되는데, 이를 베르니케 실어증이라 부르고 있다. 
특정한 유형의 뇌증의 병리학적 영향에 대한 영향력 있는 연구를 진행한 것으로 알려져 있다. 브로카 영역을 발견하여 학계에 보고한 폴 브로카와 함께 한 그의 연구는 뇌 기능, 특히 발설에 대한 획기적인 인식을 이끌어냈다.

## 생애
베르니케는 1848년 5월 15일 현재의 타르노프스키에구리인 프로이센의 한 작은 마을에서 태어났다. 1870년 브레슬라우 대학에서 의과대 학위를 받고 알러하일리겐 병원에서 6개월 동안 오스트리트 포에스터(Ostrid Foerster) 교수의 조교로 근무하였다. 1870년 프로이센-프랑스 전쟁에서 군의관으로 복무한 후, 1875년 정신과 전문의 자격을 획득하였다. 하인리히 노이만(Heinrich Neumann)교수 밑에서 정신과전문의로 일했고, 1885년에 스승 노이만 교수의 뒤를 이어 브레슬라우 대학에서 신경정신과 교수와 학장으로 근무했다. 신경병리학자였던 테오도어 마이네르트(Theodor Meynert) 교수와 함께 6개월간 비엔나에서 함께 연구를 진행했다.

## 저술 활동
- 1874년 : 《실어증의 복합증상: 해부학적 기초를 통한 심리학적 연구》

- 1883년 : 『의사와 학생들을 위한 뇌 질환 교재』

- 1894년 : 『임상 강연에서의 정신과 개요』

- 1903년 : 『신경 해부학 및 병리학에 관한 아틀라스』

## 베르니케 영역
언어 중추에서 브로카 영역은 출력에 해당하는 말하는 기능을 담당하고, 베르니케 영역은 입력된 청각과 시각 정보의 분석과 이해를 담당한다.
베르니케 영역은 브로드만 영역 22번에 위치한 것으로 알려져있다. 브로드만 영역 22번은 주 대뇌 반구의 상측두회(STG)에 위치하는데, 오른손잡이의 95%와 왼손잡이의 70%가 좌반구에 이 영역을 가진다.
일반적으로 소음을 들을 때는 일차청각영역이 활성화되지만, 단어와 같은 의미를 가진 소리를 들으면 뇌 좌측에 위치한 베르니케 영역에서 더 많은 활성을 보인다.